# Estudios TNT
Los Estudios TNT fueron unos estudios de grabaciones de Argentina, primero ubicado en la Avenida Santa Fe 1050, y poco después en la calle Moreno 970, Buenos Aires. TNT se destacó por haber registrado varios sencillos y álbumes de gran relevancia de la música popular argentina de la década del 60 y 70, entre ellos, "La Balsa" de Los Gatos, los emblemáticos álbumes debut de Almendra y Manal, "La Biblia" de Vox Dei, "Mariposas de madera" de Miguel Abuelo, "El oso" de Moris, entre otras. TNT se destacó por ser el primer estudio de grabación del país en contar con el sistema de grabación en cuatro canales en cinta de media pulgada.

## Historia
Los hermanos Hermes, Argentina y Edelweiss Croatto, llegados a Uruguay desde Italia en 1946, se rebautizaron Tony, Nelly y Tim respectivamente y se radican en Argentina en 1959. En 1960 se presentaron en la inauguración de Canal 9 y a partir de allí tuvieron bastante éxito en Latinoamérica y Europa. En 1967, cerrando una serie de giras, Los TNT volvieron a Buenos Aires. Tim que ya tenía 30 años decidió cambiar de profesión y comprar equipo en Europa para armar un estudio de grabación. El nombre del estudio venía de las siglas "Transfer Nova Técnica" (español: nueva técnica de transferencias) que se usaba en las grabaciones.
En un principio se instalaron en el primer piso de un edificio en la Avenida Santa Fe al 1050. Al poco tiempo de abrir sus puertas (principios de 1967), RCA Victor eligió los estudios TNT para llevar a cabo la totalidad de las grabaciones de su catálogo, luego de haberse visto afectada por la Ley Antitrust estadounidense, que le impidió utilizar estudios de grabación propios. Fue gracias a este contrato con la RCA Victor que Tim Croatto, dueño de TNT, decidió equiparse con la última tecnología e importó la primera grabadora de cuatro canales que usaba cinca de media pulgada que existió en el país, una Ampex AG-300, junto con unas consolas Ampex AM-10 y grabadoras stereo y mono de un cuarto de pulgada, ambas Ampex AG-300, todas estas puestas en funcionamiento a comienzos de 1968.
A poco menos de un año de estar allí, TNT debió proyectar la mudanza del estudio ya que la manzana donde se encontraba el estudio debía ser demolida para ampliar la Avenida 9 de Julio. El nuevo estudio se construyó en un edificio del barrio de Monserrat. Tenía tres salas: la más grande era capaz de albergar a 45 músicos, la más pequeña fue ideada para poner un proyector y hacer doblajes de películas, y la tercera, sin grabadoras, se usaba únicamente para ensayos. Tim, tras haber formado una sociedad anónima, había perdido algo de autonomía en las decisiones, pero a pesar de ello mantuvo su parte accionaria.
La nueva sede de Moreno 870 se inauguró en 1969, estrenando unas nuevas Ampex AG-440 de cuatro canales usando cinta de media pulgada en la sala grande (de uso exclusivo para la RCA Victor) y la sala chica heredó la técnica que fue el orgullo de Santa Fe 1050, agregándole unas consolas Estemac alemanas. En esta sala chica se llevaron a cabo las producciones de los sellos Mandioca y Disc Jockey, en la que se destacan los singles de Mandioca (como “No pibe” de Manal y “Mariposas de Madera” de Miguel Abuelo), el álbum debut de Manal, La Biblia de Vox Dei, grabación que se hizo simultáneamente a las sesiones de grabación de los grupos Almendra y Los Gatos, que se encontraban grabando en la sala grande los álbumes Almendra II y Beat Nº 1 respectivamente. 
En sus dos últimas décadas, las instalaciones de los Estudios TNT fueron mayormente usadas como salas de ensayos por artistas como Charly García, Los Fabulosos Cadillacs, Pez (que grabó varios de sus discos allí), entre otros. Después de más de cuarenta años, los Estudios TNT fueron cerrados. La histórica primera máquina de cuatro canales que tuvo el estudio (y la primera del país) Ampex AG-300 fue adquirida por el sello discográfico Sonamos de Juana Molina y puesta por primera vez en funcionamiento en 2025, luego de más de 50 años sin uso.

## Artistas que grabaron
- Los Ángeles Negros
- Manal
- Los Gatos
- Moris
- Almendra
- Vox Dei
- Tanguito
- Miguel Abuelo
- Los Iracundos
- Caballo Vapor
- Arco Iris
- Alma y Vida
- Cristina Plate
- Pot Zenda
- Pez